# Pane di Altamura
Le pane di Altamura est un pain traditionnel italien originaire d'Altamura, dans la ville métropolitaine de Bari. Il est obtenu par l'utilisation de semoule (très riche en gluten) broyée de variétés de blé dur cultivées sur les territoires des communes des Murge. Les blés sont cultivés dans les villages suivants : Altamura, Gravina in Puglia, Poggiorsini, Spinazzola et Minervino in Puglia.
Senatore Cappelli est la variété de blé la plus utilisée pour réaliser le pain d'Altamura. Il est également possible d'utiliser d'autres farines comme l'Appulo, l'Arcangelo, Duilio et le Simeto. La variété de blé Senatore Cappelli a été obtenue par le généticien Strampelli, grâce au soutien du sénateur Cappelli. Le généticien appela cette variété en l'hommage au sénateur. Cette variété de blé ancien a des propriétés très intéressantes, rendant le pain très digeste et nutritif, tout en étant adapté à la région. Ce pain était caractérisé de « pain des pauvres » car il permettait de nourrir une famille tout en apportant une dose importante de protéines mais également de minéraux, fibres, vitamines B2 et B6.
En juillet 2003, au niveau européen, le pane di Altamura obtient l'appellation d'origine protégée (AOP). Il s'agit du premier produit à porter la marque AOP dans la catégorie « Boulangerie et produits de boulangerie ». Ce pain est reconnu mondialement auprès de tous les boulangers amateurs ou professionnels. Il est aussi reconnu pour sa longévité grâce à sa croûte épaisse qui lui permet de tenir plus de cinq jours sans perdre ses caractéristiques.
La cuisson se réalise dans un four à bois et seulement du chêne est utilisé pour la chauffe du four.
Le pain d'Altamura est disponible en plusieurs formes :  
- il pane accavallato de l'italien local, ù skuanètè : pain de forme haute,
- cappello di prete de l'italien local, ù cappidde de prèvete : pain de forme basse.

Ce pain fait la fierté des Italiens et particulièrement des habitants des Pouilles, de nombreux touristes franchissent la porte d'un panificio lors de leur vacances dans la région d'Altamura.